# Natascha Artin Brunswick
Pour les articles homonymes, voir Artin et Brunswick.
Natascha Artin Brunswick, née Jasny (11 juin 1909 - 3 février 2003) est une mathématicienne et photographe germano-américaine. 

## Biographie
Natascha Artin Brunswick est la fille de Naum Jasny (ru), un économiste russe de Kharkiv. Sa mère est une aristocrate et dentiste orthodoxe. Puisqu'à l'époque il est interdit aux chrétiens orthodoxes russes d'épouser des juifs, elle se convertit au protestantisme. Ils se marient en Finlande. 
Naum Jasny est un adhérent des mencheviks et doit s'enfuir à Tbilissi après la Révolution d'Octobre 1917. Natascha, sa sœur et sa mère le rejoignent en 1920. Puis la famille s'exile en 1922, et vit d'abord en Autriche jusqu'en 1924, puis brièvement à Berlin, s'installe à Hambourg-Langenhorn, où ils restent jusqu'en 1937. Natascha Jasny fréquente la Lichtwarkschule, une école nouvelle. Durant cette période, elle s'initie à la photographie et développe elle-même ses clichés. 
Elle obtient son abitur en 1928. Elle renonce à étudier l'architecture au Bauhaus, pour des raisons financières, et commence des études de mathématiques à l'université de Hambourg, où elle suit également des cours d'histoire de l'art auprès d'Aby Warburg et d'Erwin Panofsky. Elle est diplômée de l'université en 1930 avec un diplôme de magistère. 
Elle épouse en 1929 Emil Artin, professeur de mathématiques à l'université de Hambourg. Ils ont trois enfants, dont Michael. 
Parce que sa femme est à moitié juive, Emil Artin est contraint à une retraite anticipée de son poste d'enseignant en vertu de la Loi allemande sur la restauration de la fonction publique du 7 avril 1933. Il doit déjà signer une déclaration selon laquelle sa femme n'est pas « aryenne ». La famille Artin s'exile et gagne les États-Unis en 1937.

## Vie aux États-Unis
Emil Artin obtient d'abord un poste  à l'université Notre-Dame-du-Lac, puis en 1938, à l'université de l'Indiana à Bloomington et à université de Princeton en 1946. Pendant la Seconde Guerre mondiale, Natascha Artin est classée comme étranger ennemi (en). L'armée américaine l'embauche néanmoins en 1942 pour enseigner le russe aux soldats dans le cadre d'un programme de formation spécialisée à l'université de l'Indiana. 
À Princeton, Natascha Artin rejoint le groupe formé par Richard Courant au département de mathématiques de l'université de New York. Elle devient rédactrice technique de la revue Communications on Pure and Applied Mathematics,  fondée au Courant Institute of Mathematical Sciences en 1948, et devient la principale éditrice de la traduction de la revue Theory of Probability and Its Applications, de 1956 à 1989. Elle est nommée membre d'honneur de l'American Mathematical Society.
Le couple se sépare en 1958 et Natasha Artin se remarie en 1960, avec le compositeur Mark Brunswick. 
Natascha Artin Brunswick revient à Hambourg en tant qu'invitée officielle de la ville, à l'occasion du 100e anniversaire d'Emil Artin, en 1988. Elle vit à Princeton jusqu'à sa mort en 2003.

## Activités liées à la photographie
Natascha Artin Brunswick considérait la photographie comme une « passion privée, néanmoins, c'était un peu plus que de prendre des instantanés ».  Elle est encouragée dans cet art par le peintre Heinrich Stegemann (en), un ami de la famille. Elle prend d'abord des photos de membres de la famille, d'amis et de paysages, mais explore ensuite Hambourg et photographie des scènes telles que le port de Hambourg, la Jungfernstieg (en) et la gare centrale. Elle s'intéresse particulièrement à l'architecture et, influencée par les idées du Bauhaus, préfère des lignes claires et lumineuses dans ses photographies. 
Son appareil est confisqué en 1942, du fait de son statut de citoyenne d'un pays en guerre avec les États-Unis. Elle cesse ultérieurement de photographier, mais ses clichés de l'époque hambourgeoises sont redécouverts par son fils qui s'occupe de les faire exposer, notamment à la galerie Kunstgenuss à Hambourg-Eppendorf en 1999. Puis le musée des Arts et Métiers de Hambourg organise une exposition de 227 clichés en 2001, originales sous le titre Hambourg. Photographies des années 1920 et 1930, inaugurée en présence de Natascha Brunswick. Le musée détient maintenant 230 gravures originales. 